# Ruth Bradley
Ruth Bradley (* 24. Januar 1987 in Dublin, County Dublin) ist eine irische Schauspielerin.

## Leben
Sie wurde im Januar 1987 in Dublin in der irischen Grafschaft County Dublin als Tochter der Schauspielerin Charlotte Bradley geboren. Kurz nach ihrer Geburt zog sie nach Neufundland in Kanada und wohnte dort bis zu ihrem fünften Lebensjahr. Sie schrieb sich in das Trinity College Dublin ein, um Drama und Sprachen zu studieren. Sie brach ihr Studium nach drei Wochen ab und zog nach London, um ihre Karriere als Schauspielerin voranzutreiben.
Bradley hatte ihre ersten Auftritte im Jahr 2002 in den Fernsehserien Ultimate Force als Georgia Gracey und Sinners als Angela. Für ihre Rolle der Antoinette Keegan in der Miniserie Stardust erhielt sie 2007 den Irish Film & Television Awards (IFTA) als beste weibliche Nebenrolle. In der vierten und fünften Staffel der ITV-Science-Fiction-Serie Primeval – Rückkehr der Urzeitmonster hatte sie die wiederkehrende Rolle der Emily Merchant inne. 2012 war sie in der britischen Miniserie Titanic, die von dem Untergang des Passagierschiffes Titanic handelt, zu sehen.

## Filmografie
- 2002: Ultimate Force (Fernsehserie, Episode 1x05)
- 2003: The Clinic (Fernsehserie, 3 Episoden)
- 2005: Showbands (Fernsehfilm)
- 2006: Flyboys – Helden der Lüfte (Flyboys)
- 2006: Legend (Fernsehserie, 6 Episoden)
- 2006–2007: The Innocence Project (Fernsehserie, 8 Episoden)
- 2008: Alarm
- 2009: I Am You – Mörderische Sehnsucht (In Her Skin)
- 2010–2011: Love/Hate (Fernsehserie, 9 Episoden)
- 2011: Primeval – Rückkehr der Urzeitmonster (Primeval) (Fernsehserie, 9 Episoden)
- 2012: Titanic (Fernsehserie, 4 Episoden)
- 2012: Grabbers
- 2015–2018: Humans (Fernsehserie, 20 Episoden)
- 2016: Rebellion (Miniserie)
- 2017: Philip K. Dick’s Electric Dreams (Fernsehserie, Episode 1x06)
- 2018: The Split – Beziehungsstatus ungeklärt (The Split, Fernsehserie, Episode 1x02)
- 2018: Agatha und die Wahrheit des Verbrechens (Agatha and the Truth of Murder, Fernsehfilm, Historiendrama)
- 2019: The Informer
- 2019, 2023: Guilt – Keiner ist schuld (Fernsehserie, 5 Episoden)
- 2021: Der junge Inspektor Morse (Endeavour, Fernsehserie, Episode 8x01)
- 2021–2023: Ted Lasso (Fernsehserie, 5 Episoden)
- 2022: Das Wunder (The Wonder)
- 2023: Das Gold (The Gold, Fernsehserie, 4 Episoden)
- 2024: Concordia – Tödliche Utopie (Fernsehserie, 6 Episoden)
- 2024: Slow Horses – Ein Fall für Jackson Lamb (Slow Horses) (Fernsehserie)